# 香山站 (中山市)
香山站为广州地铁18号线南延段（南珠中城际）正在建设的车站，拟建于广东省中山市南朗镇翠亨新区和信路与中准道交叉口，呈东西向敷设。本站是18号线进入中山后的第一座车站。

## 车站结构
香山站为地下三层双岛四线式车站，全长1025.37米，标准段宽49.3米，最大开挖深度约30米，共设4个出入口和3个安全疏散口。因车站临近大型楼盘，地铁方面将在地下一层预留相关空间，供日后小区业主可直达地铁站。
配线方面，本站为主线（广州来往珠海）外包中山支线。现时仅中山方向支线获批，故外侧路轨西侧预留向珠海方向延伸条件；而内侧路轨东侧预留深中城际的接入条件。东向站台东侧、西向站台西侧及内侧路轨两侧均设有交叉渡线，可供远期广州/深圳与中山/珠海方向列车间灵活运行，亦可供中山方向列车开行初期在本站折返。
| 地下一层 | 站厅     | 预留物业开发空间                       |  |  |
| 地下二层 | 站厅     | 售票機、客服中心、安检设施、出入口     |  |  |
| 地下三层 | 站台     | █广州18号线 兴中方向（下站：火炬东）   |  |  |
|          | 岛式站台 |                                        |  |  |
|          | 站台     | █广州18号线 兴中方向（下站：火炬东）   |  |  |
|          | 站台     | █广州18号线 花城街方向（下站：二十涌） |  |  |
|          | 岛式站台 |                                        |  |  |
|          | 站台     | █广州18号线 预留站台                   |  |  |

## 历史
本站在设置初期为南北向车站，同时车站在外侧站台设置越行线，供车站进行越行:314。同时西线小交路终点站台更在内侧设置渡线，可供广州方向列车可直接从小交路站台直接驶入主线。
不过受广州段线位调整影响，配线方面亦发生了变化。相较于上一版本，列车需利用内侧站台前方渡线进行折返，同时在外侧站台进行停靠。同时原规划的越行线亦被取消。
车站于2023年6月1日进入实质性施工阶段，2024年8月完成围蔽所有地下连续墙，2025年1月完成封底，2025年6月完成封顶，随即进入附属结构施工阶段。

## 利用状况
本站周边为翠亨新區工业园以及住宅楼，开发状况较为成熟。车站未来将建设TOD项目，同时毗邻深中通道，预计开通后客流量可观。